# Американское астрономическое общество
Американское астрономическое общество (англ. American Astronomical Society, AAS) — некоммерческое научное общество, входящее в состав Американского института физики. Крупнейшая в Северной Америке организация, объединяющая астрономов. Основана в 1899 году как Американское астрономическое и астрофизическое общество (название до 1915).
Миссия общества заключается в улучшении и распространении научного понимания человечеством Вселенной.

## Состав
По состоянию на 2010 год в общество входит около 7000 членов, среди которых кроме астрономов имеются также физики, математики, геологи и представители других профессий, чьи интересы близки к астрономии.

## Издательская деятельность
Одной из основных деятельностей общества является издание ряда научных журналов, которые включают в себя:
| Журнал                     | Сокращение    | Импакт-фактор (2009) | Год учреждения | Предыдущие названия | Область                 |
| -------------------------- | ------------- | -------------------- | -------------- | ------------------- | ----------------------- |
| The Astronomical Journal   | Astron. J.    | 4,481                | 1849           |                     | Астрономия              |
| The Astrophysical Journal  | Astrophys. J. | 7,364                | 1895           |                     | Астрофизика             |
| Astronomy Education Review | AER           | не индексируется     | 2001           |                     | Астрономия, образование |

Помимо научных журналов общество издаёт специальный бюллетень, в котором публикуются тезисы докладов, сделанных на собраниях общества.

## Медали и премии
Общество ежегодно вручает 12 престижных наград в области астрономии и астрофизики:
- Премия Генри Норриса Рассела — наиболее почётная награда, вручается за вклад, сделанный в течение всей жизни, сопровождается традиционной лекцией на общем собрании общества.
- Премия Ньютона Лэйси Пирса в области астрономии — вручается молодым учёным, сделавшим вклад в наблюдательную астрономию.
- Премия Хелены Уорнер в области астрономии — вручается молодым учёным, сделавшим вклад в теоретическую астрономию.
- Премия Беатрис Тинслей — за особо инновационные исследования.
- Премия Джозефа Вебера в области астрономического инструментария — за вклад в создание и развития астрономических приборов и инструментов.
- Премия Дэнни Хайнемана в области астрофизики — вручается совместно с Американским институтом физики.
- Премия Жоржа ван Бисбрука — за исключительное служение науке.
- Премия Энни Кэннон в области астрономии (присуждается совместно с Американской Ассоциацией университетских женщин) — за выдающийся вклад в астрономию, сделанный молодыми женщинами-астрономами.
- Премия Чемблисса в области астрономической литературы — за произведение, посвящённое астрономии и предназначенное академической аудитории.
- Премия Чемблисса за любительские достижения — за образцовые исследования
- Премия Чемблисса за студенческие достижения — за образцовые исследования
- Образовательная премия Американского астрономического общества (ранее носила название премии фонда Анненберга) — за вклад в астрономическое образование.

Награждённые по всем номинациям, за исключением студенческой премии, объявляются 30 июня.
Кроме этого, ряд наград вручается отдельными подразделениями общества:
- Премия Мазурского — вручается подразделением планетарных наук
- Премия Джерарда Койпера — вручается подразделением планетарных наук
- Премия Гарольда Юри — вручается подразделением планетарных наук
- Премия Дирка Брауэра — вручается подразделением динамической астрономии
- Премия Бруно Росси — вручается подразделением астрофизики высоких энергий
- Премия Леруа Догетта — вручается подразделением исторической астрономии
- Премия Джорджа Эллери Хейла — вручается подразделением физики Солнца
- Премия Карена Харви — вручается подразделением физики Солнца.